# Tagoloan (Misamis Oriental)
Tagoloan è una municipalità di terza classe delle Filippine, situata nella Provincia di Misamis Oriental, nella Regione del Mindanao Settentrionale.
Tagoloan è formata da 10 baranggay:
- Baluarte
- Casinglot
- Gracia
- Mohon
- Natumolan
- Poblacion
- Rosario
- Santa Ana
- Santa Cruz
- Sugbongcogon